# Vidin (oblast)
Pour la ville, voir Vidin.
L'oblast de Vidin est l'un des 28 oblasti (« province », « région », « district ») de Bulgarie. Son chef-lieu est la ville de Vidin.

## Géographie

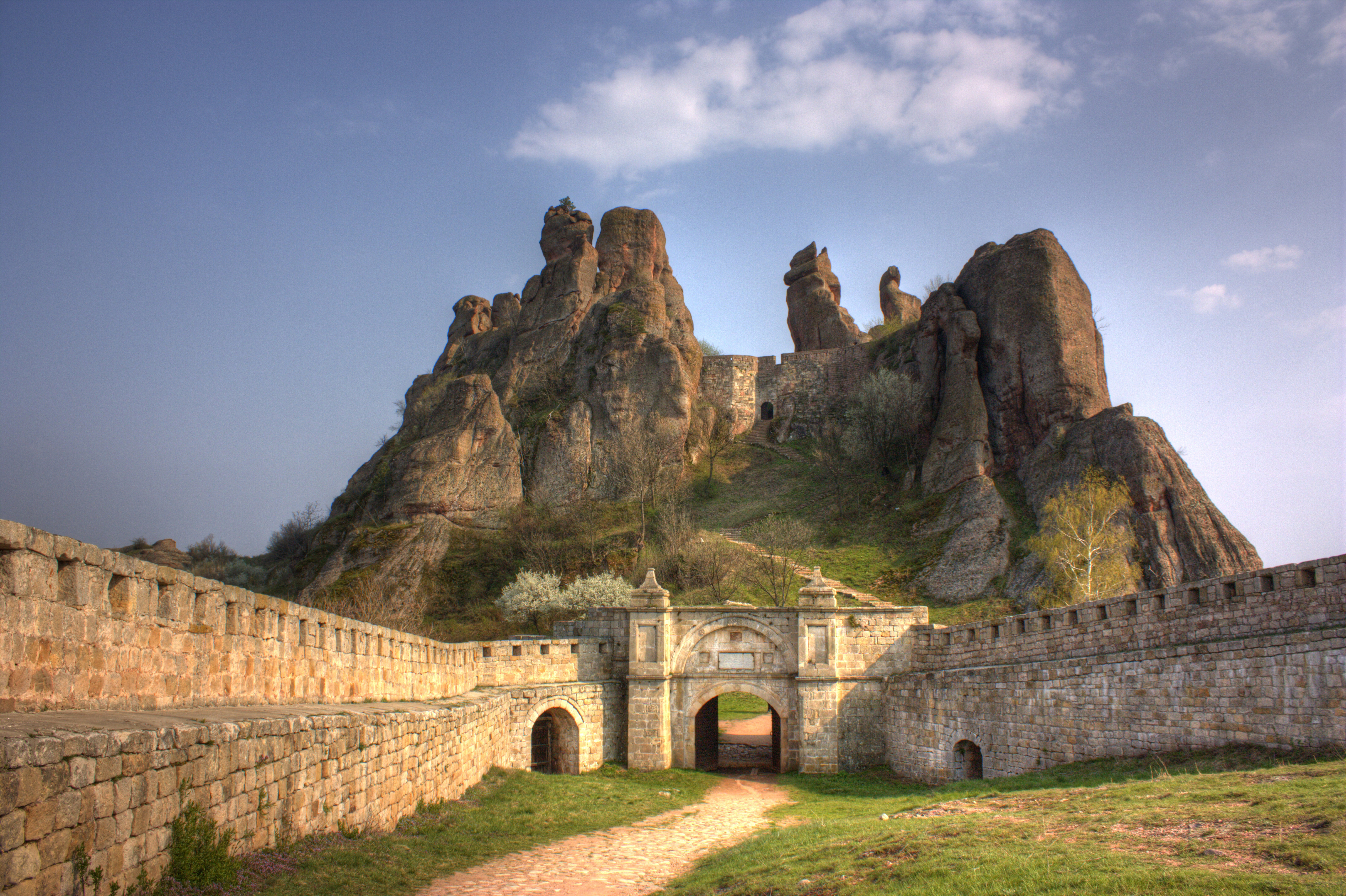
Forteresse de Belogradtchik

La superficie de l'oblast est de 3 032,9 km².

## Démographie
Lors d'un recensement récent, la population s'élevait à 128 050 hab., soit une densité de population de 42,22 hab./km².

## Administration
L'oblast est administré par un « gouverneur régional » (en bulgare Областен управител), dont le rôle est plus ou moins comparable à celui d'un préfet de département en France. Le gouverneur, en mai 2006, était Martin Nikolov Dontchev (en bulgare : Мартин Николов Дончев), nommé à ce poste de 21 août 2001. Il est possible qu'il soit prochainement remplacé dans ses fonctions, étant candidat à la mairie de Vidin

## Subdivisions
L'oblast regroupe 11 municipalités (en bulgare, община – obchtina – au singulier, Общини – obchtini – au pluriel), au sein desquelles chaque ville et village conserve une personnalité propre, même si une intercommunalité semble avoir existé dès le milieu du XIXe siècle :
1. Bélogradtchik (Белоградчик), 2. Boïnitsa (Бойница),
3. Brégovo (Брегово), 4. Dimovo (Димово),
5. Gramada (Грамада), 6. Koula (Кула),
7. Makréch (Макреш), 8. Novo sélo (Ново село),
9. Roujintsi (Ружинци), 10. Tchoupréné (Чупрене),
11. Vidin (Видин).

## Liste détaillée des localités
Les noms de localités en caractères gras ont le statut de ville (en bulgare : град, translittéré en grad). Les autres localités ont le statut de village (en bulgare : село translittéré en selo).
Les noms de localités s'efforcent de suivre, dans la translittération en alphabet latin, la typographie utilisée par la nomenclature bulgare en alphabet cyrillique, notamment en ce qui concerne l'emploi des majuscules (certains noms de localités, visiblement formés à partir d'adjectifs et/ou de noms communs, ne prennent qu'une majuscule) ou encore les espaces et traits d'union (ces derniers étant rares sans être inusités). Chaque nom translittéré est suivi, entre parenthèses, du nom bulgare original en alphabet cyrillique.

### Bélogradtchik (obchtina)
L'obchtina de Belogradtchik groupe 1 ville et 17 villages :
Bélogradtchik (Белоградчик) ·
Borovitsa (Боровица) ·
Dabravka (Дъбравка) ·
Granitchak (Граничак) ·
Granitovo (Гранитово) ·
Kratchimir (Крачимир) ·
Ochané (Ошане) ·
Praoujda (Праужда) ·
Prolaznitsa (Пролазница) ·
Rabicha (Рабиша) ·
Rayanovtsi (Раяновци) ·
Salach (Салаш) ·
Slivovnik (Сливовник) ·
Stakévtsi (Стакевци) ·
Strouindol (Струиндол) ·
Tchiflik (Чифлик) ·
Varba (Върба) ·
Véchtitsa (Вещица)

### Boïnitsa (obchtina)
L'obchtina de Boïnitsa groupe 9 villages :
Boïnitsa (Бойница) ·
Borilovéts (Бориловец) ·
Chichéntsi (Шишенци) ·
Chipikova makhala (Шипикова махала) ·
Gradskovski kolibi (Градсковски колиби) ·
Kanits (Каниц) ·
Khalovski kolibi (Халовски Колиби) ·
Périlovéts (Периловец) ·
Rabrovo (Раброво)

### Brégovo (obchtina)
L'obchtina de Brégovo groupe 1 ville et 9 villages :
Baleï (Bregovo)Baléï (Балей) ·
Brégovo (Брегово) ·
Déléïna (Делейна) ·
Gamzovo (Гъмзово) ·
Kalina (Калина) ·
Kossovo (Косово) ·
Koudélin (Куделин) ·
Rakitnitsa (Ракитница) ·
Tiyanovtsi (Тияновци) ·
Vrav (Връв)

### Dimovo (obchtina)
L'obchtina de Dimovo groupe une ville, Dimovo, et 22 villages :
Artchar (Арчар) ·
Béla (Бела ·
Chipot (Шипот)) ·
Dalgo polé (Дълго поле) ·
Darjanitsa (Държаница) ·
Dimovo (Димово) ·
Gara Oréchéts (гара Орешец) ·
Izvor (Извор) ·
Karbintsi (Карбинци) ·
Kladoroub (Кладоруб) ·
Kostitchovtsi (Костичовци) ·
Lagochévtsi (Лагошевци) ·
Mali Drénovéts (Мали Дреновец) ·
Médovnitsa (Медовница) ·
Oréchéts (Орешец) ·
Ostrokaptsi (Острокапци) ·
Septemvriïtsi (Септемврийци) ·
Skomlya (Скомля) ·
Varbovtchéts (Върбовчец) ·
Vladitchéntsi (Владиченци) ·
Vodnyantsi (Воднянци) ·
Yanyovéts (Яньовец) ·
Yarlovitsa (Ярловица)

### Gramada (obchtina)
L'obchtina de Gramada groupe une ville, Gramada, et 7 villages :
Boyanovo (Бояново) ·
Brankovtsi (Бранковци) ·
Gramada (Грамада) ·
Médéchévtsi (Медешевци) ·
Miltchina laka (Милчина лъка) ·
Sratsimirovo (Срацимирово) ·
Tochévtsi (Тошевци) ·
Vodna (Водна)

### Koula (obchtina)
L'obchtina de Koula groupe 9 villages :
Golémanovo (Големаново) ·
Izvor makhala (Извор махала) ·
Kosta Pértchévo (Коста Перчево) ·
Koula (Кула) ·
Polétkovtsi (Полетковци) ·
Staropatitsa (Старопатица) ·
Tchitchil (Чичил) ·
Topolovéts (Тополовец) ·
Tsar-Pétrovo (Цар-Петрово)

### Makréch (obchtina)
L'opchtina de Makrech groupe 7 villages :
Kiréévo (Киреево) ·
Makréch (Макреш) ·
Podgoré (Подгоре) ·
Rakovitsa (Раковица) ·
Tolovitsa (Толовица) ·
Tsar Chichmanovo (Цар Шишманово) ·
Valtchék (Вълчек)

### Novo sélo (obchtina)
L'opchtina de Novo sélo groupe 5 villages :
Floréntin (Флорентин) ·
Négovanovtsi (Неговановци) ·
Novo Sélo (Ново село) ·
Vinarovo (Винарово) ·
Yassén (Ясен)

### Roujintsi (obchtina)
L'obchtina de Roujintsi groupe 10 villages :
Belo polé (Бело поле) ·
Dinkovo (Динково) ·
Drajintsi (Дражинци) ·
Drénovéts (Дреновец) ·
Gurgitch (Гюргич) ·
Pléchivets (Плешивец) ·
Rogléts (Роглец) ·
Roujintsi (Ружинци) ·
Tcherno polé (Черно поле) ·
Topolovéts (Тополовец)

### Tchoupréné (obchtina)
L'obchtina de Tchoupréné groupe 9 villages :
Bostanité (Бостаните) ·
Dolni Lom (Долни Лом) ·
Gorni Lom (Горни Лом) ·
Protopopintsi (Протопопинци) ·
Réplyana (Репляна) ·
Srédogriv (Средогрив) ·
Targovichte (Търговище) ·
Tchoupréné (Чупрене) ·
Varbovo (Върбово)

### Vidin (obchtina)
L'obchtina de Vidin groupe deux villes, Vidin et Dounavtsi, et 32 villages :
Akatsiévo (Акациево) ·
Antimovo (Антимово) ·
Béla Rada (Бела Рада) ·
Botévo (Ботево) ·
Boukovéts (Буковец) ·
Dinkovitsa (Динковица) ·
Dolni Bochnyak (Долни Бошняк) ·
Dounavtsi (Дунавци) ·
Droujba (Дружба) ·
Gaïtantsi (Гайтанци) ·
Général Marinovo (Генерал Мариново) ·
Gomotartsi (Гомотарци) ·
Gradets (Градец) ·
Inovo (Иново) ·
Ivanovtsi (Ивановци) ·
Jéglitsa (Жеглица) ·
Kalénik (Каленик) ·
Kapitanovtsi (Капитановци) ·
Kochava (Кошава) ·
Koutovo (Кутово) ·
Maïor Ouzounovo (Майор Узуново) ·
Novoséltsi (Новоселци) ·
Péchakovo (Пешаково) ·
Plakoudér (Плакудер) ·
Pokraïna (Покрайна) ·
Rouptsi (Рупци) ·
Sinagovtsi (Синаговци) ·
Slana bara (Слана бара) ·
Slanotran (Сланотрън) ·
Tarnyané (Търняне) ·
Tsar Siméonovo (Цар Симеоново) ·
Vartop (Въртоп) ·
Vidin (Видин) ·
Voïnitsa (Войница) ·

## Sources
1. ↑  Source : site officiel de Martin Dontchev